# Гордијан II
Марко Антоније Гордијан Семпронијан Римски Афрички (рођен око 192. године - умро 12. априла 238. године), познат у српском као Гордијан II био је римски цар током 238. године.
Гордијан II био је син Гордијана I и непознате мајке. Његова сестра Антонија Гордијана била је мајка Гордијана III. Изгледа да је Гордијан II био квестор у време Елегабала и да је био претор и суфектни конзул у доба Александра Севера. 237. године, када је његов отац постао управник Африке, Гордијан је тамо отишао са оцем.
Гордијан I се ставио на чело побуне против Максимина Трачанина и 238. године, већ у поодмаклим годинама постао цар, као и његов син Гордијан II. Обојици царева је Сенат потврдио право на престо.
Гордијани ипак нису успели да се одупру Капелину, управнику Нумидије који је био веран Максимину Трачанину и који је са једном легијом и још неким ветеранским јединицама напао Картагину. Гордијан II је покушао да помогне оцу у одбрани, али није имао довољно обучену војску и погинуо је у бици, а чувши ту вест његов отац је извршио самоубиство. Гордијевци су владали само 22 дана, што је најкраћа владавина било ког римског цара.
Нешто касније је сестрић Гордијана II, Гордијан III, постао је римски цар који је био признат од стране осталих римских владара.